# Vụ đánh bom cư xá Brinks
Vụ đánh bom cư xá Brinks (hay khách sạn Brinks) là một vụ tấn công diễn ra vào ngày 24 tháng 12 năm 1964 do lực lượng biệt động Sài Gòn của Mặt trận Dân tộc Giải phóng Miền Nam Việt Nam tiến hành. Hai biệt động của Mặt trận đã đưa một xe ô tô có chứa thuốc nổ vào tầng hầm (tầng để xe) của cư xá Brinks - nơi có nhiều nhân viên quân lực của Hoa Kỳ cư trú - và gây nổ làm chết 2 người và bị thương hàng chục người khác.

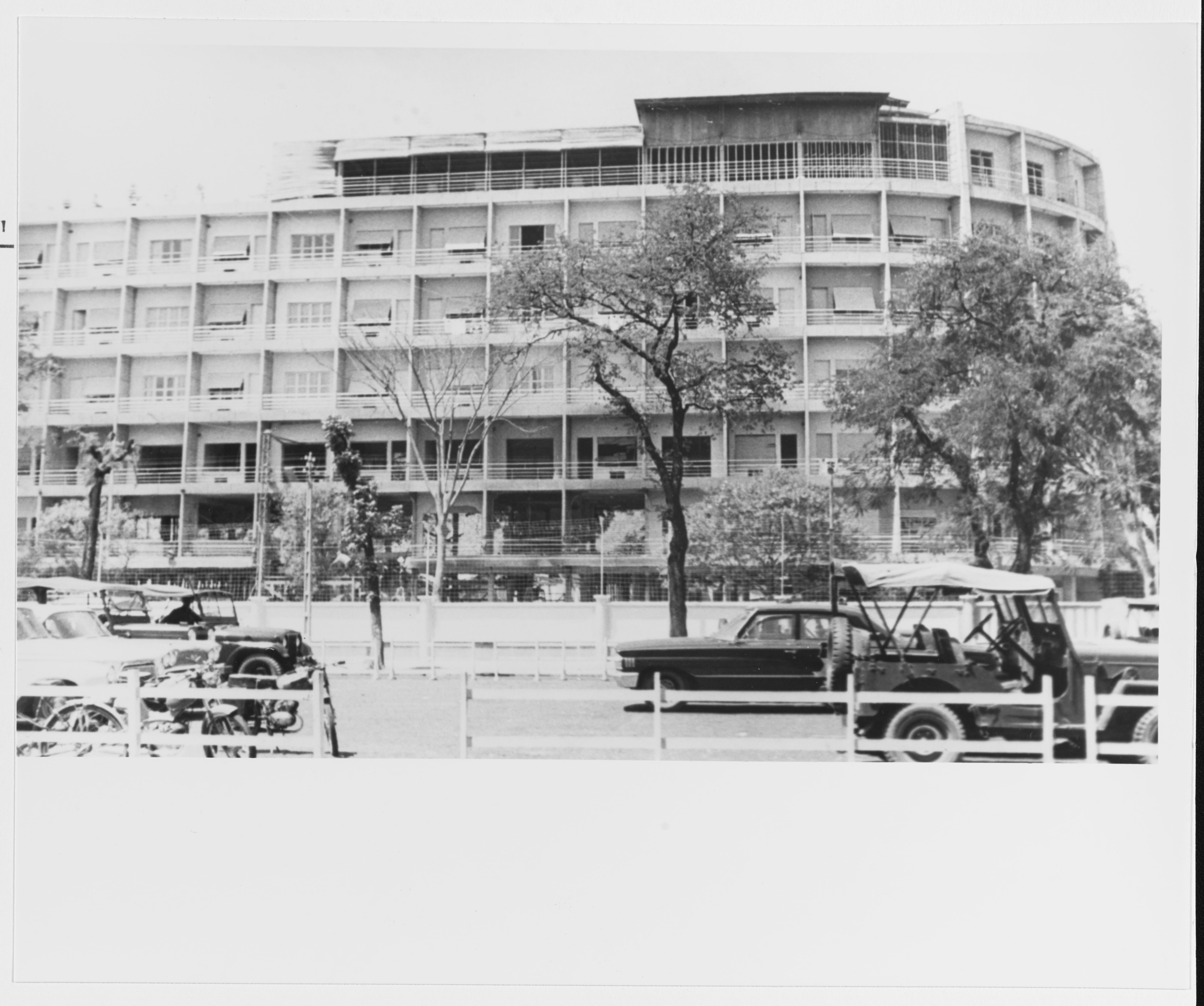
Cư xá Brinks vào đầu năm 1964

Cư xá Brinks cao 6 tầng có 168 phòng nằm ở số 103 đường Hai Bà Trưng, Thành phố Hồ Chí Minh hiện nay. Bộ Chỉ huy Viện trợ quân sự Mỹ tại Việt Nam thuê cư xá Brinks làm nơi trọ cho nhiều sĩ quan cao cấp của mình.
Đêm vọng Lễ Giáng Sinh năm 1964, Bảy Bê (tên thật là Nguyễn Thanh Xuân) và Tư Mập (tên thật là Nguyễn Văn Hòa) là hai binh sĩ thuộc đội 5, F100, biệt động Sài Gòn đã giả trang làm các sĩ quan Việt Nam Cộng hòa đến gặp một sĩ quan Hoa Kỳ ở cư xá. Trên chiếc xe do hai thành viên Mặt trận này lái vào tầng hầm cư xá có chứa khoảng 90–100 kg thuốc nổ. Khối thuốc nổ được hẹn giờ kích hoạt vào khoảng 18 giờ là giờ có nhiều sĩ quan Hoa Kỳ nghỉ ngơi và vui chơi.
Vụ đánh bom đã làm 2 sĩ quan Hoa Kỳ thiệt mạng. Trung tá James Robert Hagen chết tại chỗ; đây là sĩ quan cao cấp nhất bị giết tại Việt Nam Cộng hòa cho tới thời điểm đó. Trung sĩ Benjamin Beltra Castaneda bị thương nặng và chết sau đó. Số người bị thương không được công bố không thống nhất; dao động từ khoảng 58 đến trên 100 người gồm người Mỹ, Việt Nam, và Úc. 4 tầng dưới của cư xá Brinks bị vụ nổ làm hư hại nghiêm trọng. Cư xá Brinks sau đó được sửa lại và các sĩ quan Hoa Kỳ vẫn tiếp tục ở đó cho đến khi Chiến tranh Việt Nam kết thúc.

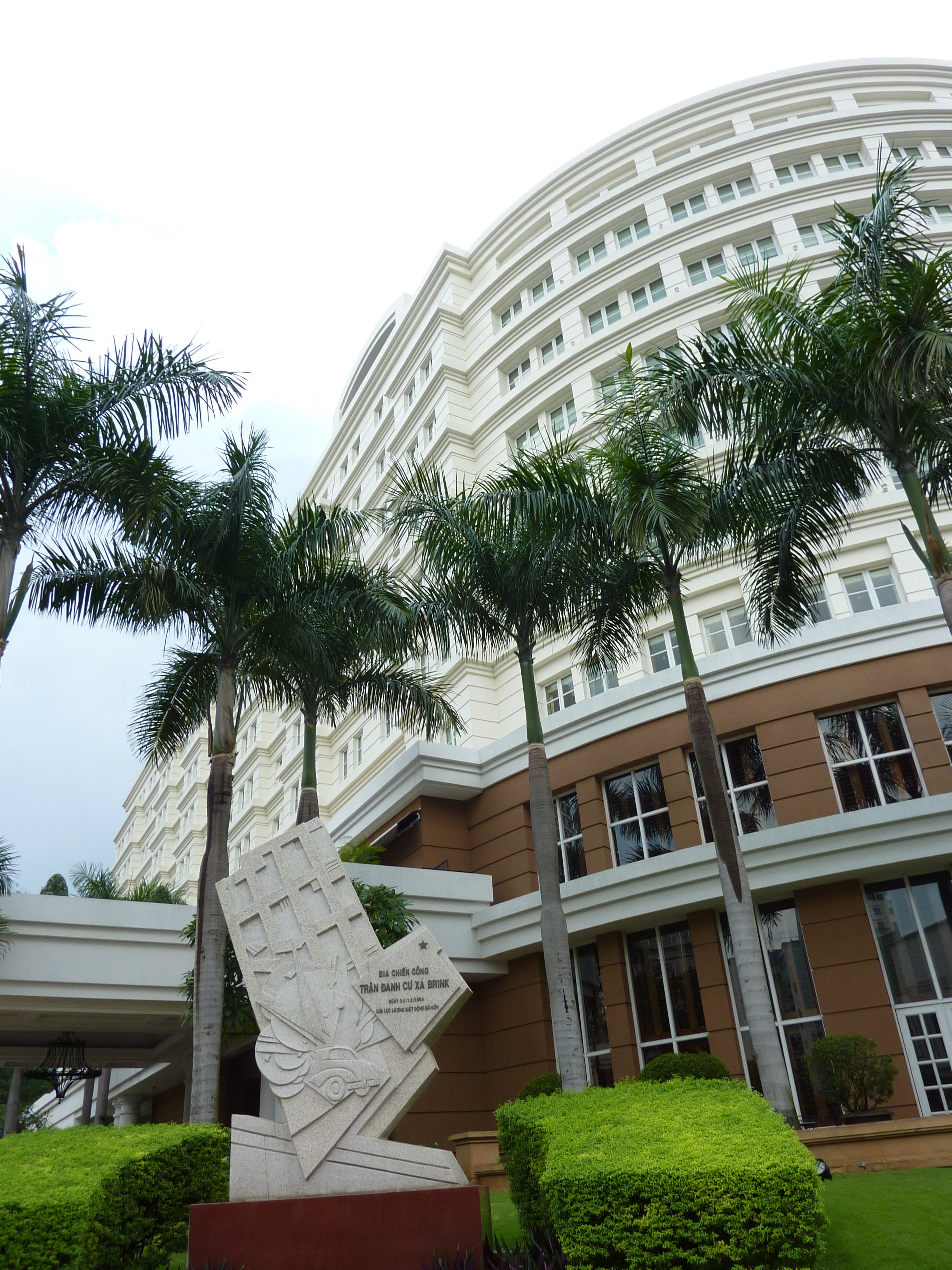
Bia ghi nhớ trước khách sạn Park Hyatt (ngày nay): BIA CHIẾN CÔNG · TRẬN ĐÁNH CƯ XÁ BRINK · Ngày 24/12/1964 · của Lực lượng Biệt động Sài Gòn

Vụ đánh bom làm làm chính phủ và công chúng Hoa Kỳ bất ngờ và bàng hoàng. Trước đó, họ được chính quyền Việt Nam Cộng hòa khẳng định rằng "Việt Cộng chỉ hoạt động được ở các vùng nông thôn", còn Sài Gòn do chính quyền Việt Nam Cộng hòa kiểm soát hoàn toàn. Đại sứ Hoa Kỳ Maxwell Taylor, dưới sức ép từ Hoa Kỳ, đã cố gắng thuyết phục Nguyễn Khánh từ chức, nhưng thất bại. Tổng thống Hoa Kỳ Lyndon Baines Johnson sau khi tham khảo ý kiến của các quan chức quốc phòng Hoa Kỳ đã không cho rằng một cuộc ném bom quy mô lớn xuống miền Bắc Việt Nam để trả đũa có thể đem lại hiệu quả như ý.